# Энгстрём, Стиг
Стиг Фольке Вильгельм Энгстрём (Stig Folke Wilhelm Engström, 26 февраля 1934[…], Бомбей, Британская Индия — 26 июня 2000[…], Тобю, Стокгольм) — гражданин Швеции, по профессии — графический дизайнер. Шведская полиция рассматривала его как свидетеля убийства Улофа Пальме, а затем — как потенциального подозреваемого. Энгстрём рассматривался в качестве убийцы шведскими писателями Ларсом Ларссоном и, независимо, Томасом Петтерссоном. Кристер Петерссон, прокурор, ответственный за расследование, объявил о закрытии дела на пресс-конференции 10 июня 2020 года, заявив, что через двадцать лет после смерти Энгстрёма он остаётся главным подозреваемым в убийстве, хотя доказательства против него были бы недостаточно вескими для судебного разбирательства.
В соответствии с принятой в шведских СМИ практикой не разглашать имена подозреваемых, Энгстрём проходил в публикациях как Skandiamannen, так как он прибыл на место преступления из ближайшего головного офиса страховой компании Skandia, где работал.

## Биография
Стиг Энгстрём родился 26 февраля 1934 года в Бомбее, Индия, у родителей-шведов, которые приехали из Смоланда. Его мать, Рут Энгстрём (1902—2013), была из Нибро, оказалась долгожительницей и умерла в возрасте 111 лет; отец, Фольке Энгстрём, работал на «спичечного короля» Ивара Крюгера. В 1926 году Фольке Энгстрём получил возможность от своего работодателя переехать в Индию, чтобы открыть там производство.
Во время пребывания в Бомбее в 1934 году у пары родился сын, Стиг Энгстрём, его брат родился в 1940 году в Калькутте. Братья выросли в Британской Индии и имели няню, шеф-повара и садовника. Энгстрём вернулся в Швецию, когда ему было 12 лет, и жил с родственниками в семье, пока его родители не вернулись через несколько лет. Он учился в той же элитарной школе, что и Улоф Пальме, но, несмотря на то, что Энгстрём продемонстрировал артистический и спортивный талант, он не преуспел в учёбе, не окончил школу и не учился в университете. Энгстрём прошёл военную службу, после чего учился на графического дизайнера. Некоторое время он работал на шведских военных, делал иллюстрации для полевых руководств. В конце 1960-х годов был нанят Sveriges Radios förlag, а затем — страховой компанией Skandia для дизайнерской работы в Стокгольме, которой и занимался до выхода на пенсию.
Энгстрём женился в 1964 году, но позже развёлся и женился во второй раз в 1968 году. Помимо работы графическим дизайнером, также был занят в ячейке Умеренной коалиционной партии в Täby, где жил. Работа Энгстрёма для партии включала дизайн, печать и рекламу. В конце концов он покинул ячейку из-за разногласий с местной партийной ассоциацией.
В 1999 году его второй брак распался, и 26 июня 2000 года он умер в своём доме в возрасте 66 лет.

## Убийство Улофа Пальме

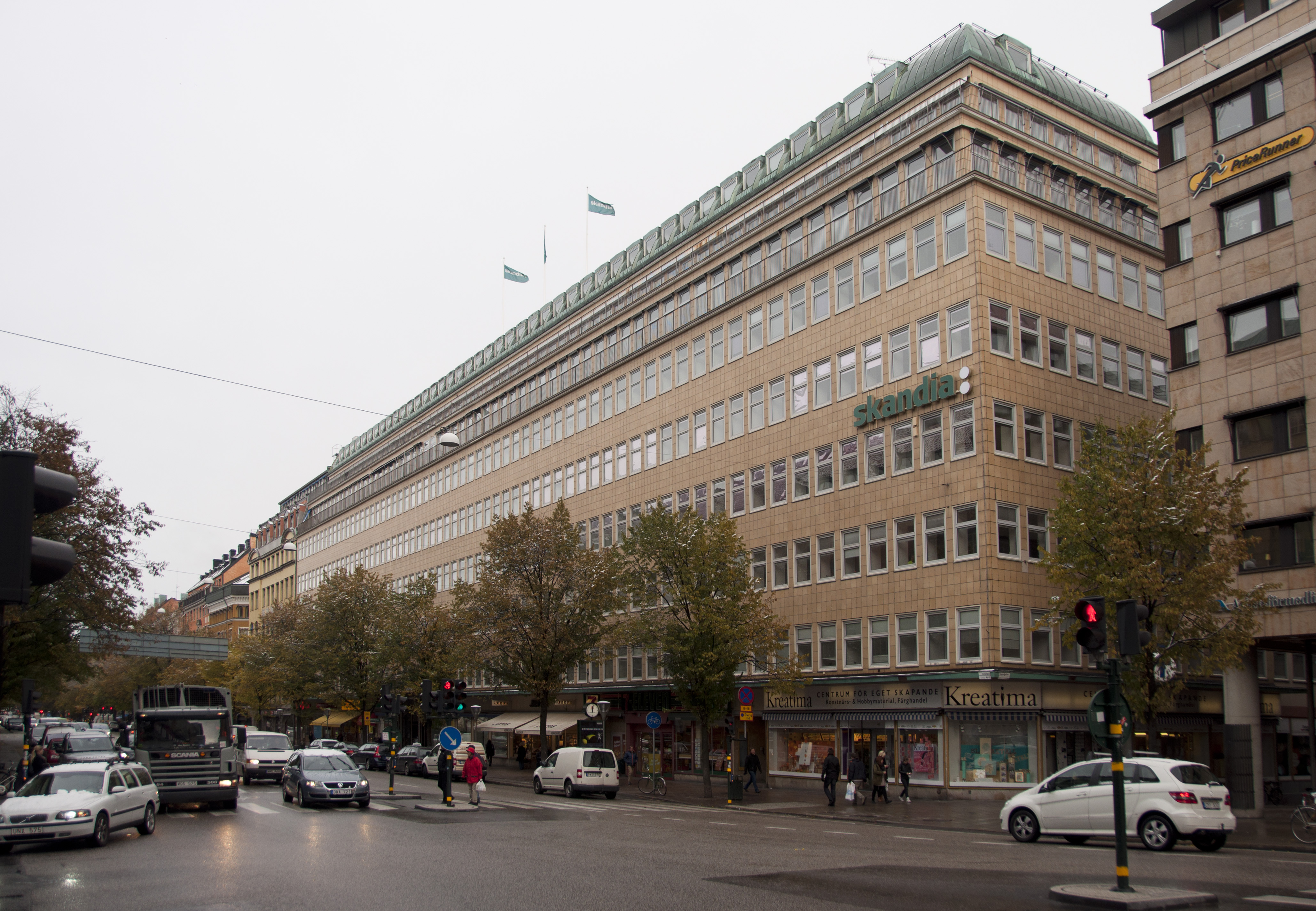
Здание Skandia, где работал Энгстрём (фото 2010 года). Пальме был застрелен на углу, напротив витрины магазина Kreatima

Энгстрём был одним из двадцати человек, находившихся на месте преступления, когда премьер-министр Улоф Пальме был смертельно ранен в центре Стокгольма поздно вечером 28 февраля 1986 года.
Известно, что Энгстрём закончил рабочий день и болтал с охранниками у главного входа в страховую компанию Skandia всего за одну или две минуты до стрельбы. Примерно через двадцать минут Энгстрём вернулся в здание, чтобы рассказать охранникам о том, что произошло на улице. После этого он, как полагают, пошёл домой.
Энгстрём не был допрошен полицией на месте происшествия. Позднее его несколько раз допрашивали как свидетеля, и Энгстрём по-разному описывал свои действия и события, его показания противоречили другим свидетелям. После первоначального общения с ним как с человеком, представляющим интерес, полиция, похоже, увидела в Энгстрёме ненадёжного свидетеля, пытающегося привлечь внимание к своей персоне. Энгстрём перестаёт фигурировать в официальном расследовании.
Теория о том, что Энгстрём был убийцей Улофа Пальме, впервые была высказана в книге Ларса Ларссона «Nationens Fiende» («Враг государства») в 2016 году. Обвинение также появилось в статье журналиста Томаса Петтерссона в журнале «Filter» в 2018 году и в книге «Den osannolika mördaren» («Невероятный убийца»), которая была опубликована в том же году. В книге сын Улофа Пальме, Мартен Пальме, утверждает, что он видел человека, который соответствовал описанию Энгстрёма на улице возле места преступления, когда он и его родители расстались незадолго до стрельбы.
Ларс Джеппссон, который видел убийство, утверждал, что весьма вероятно, что Энгстрём был человеком, которого он видел убегающим с места преступления. Олле Минелл, журналист журнала «Proletären», заявила, что Энгстрём мог быть причастен к убийству, но стрелял кто-то другой.
Энгстрём несколько раз менял свои показания о том, что он делал в ночь убийства. Он заявил, что был одним из первых свидетелей на месте преступления и что он пытался уложить раненого Пальме поудобнее, чтобы тому было легче дышать. Однако другие свидетели не подтверждают эти показания.
Энгстрём несколько раз появлялся в шведских СМИ до и после убийства. В 1982 году он дал интервью таблоиду «Svenska Dagbladet» о гендере в рабочей среде.
После убийства Энгстрём появился в нескольких шведских СМИ и раскритиковал полицейское расследование и отсутствие интереса шведской полиции к его показаниям. Энгстрём также сделал реконструкцию того, что он делал в ночь убийства, которая транслировалась по Sveriges Television.
Последнее интервью Энгстрём на эту тему дал в 1992 году для журнала «Skydd & Säkerhet». Энгстрём дал его по собственной инициативе, для чего связался со своим другом по имени Ян Арвидссон, который работал там журналистом.
10 июня 2020 года шведская прокуратура и шведская полиция объявили Энгстрёма главным подозреваемым в убийстве. Однако, поскольку Энгстрём к тому времени уже 20 лет как скончался, шведская полиция не начала судебное преследование и также заявила, что доказательства против Энгстрема были бы слишком косвенными для судебного разбирательства.
Энгстрём негативно относился к премьер-министру, у него также были финансовые проблемы и проблемы с алкоголем. Однако, по словам главного прокурора Кристера Петерссона, следователи до сих пор не имеют «чёткой картины» мотивов Энгстрёма для убийства Пальме.